# Корсо (театр, Кременчуг)
Театр «Корсо» — театр и кинотеатр (электробиограф), действовший в начале XX века в Крюкове (часть города Кременчуг, Полтавская область Украины). История театра связана с деятельностью Антона Семёновича Макаренко, советского педагога, а также его брата, Виталия Семёновича Макаренко.

## История
«Корсо», согласно воспоминаниям Виталия Семёновича, был открыт в Крюкове на улице Херсонской в 1909 году. По другим данным, культурное заведение открылось в конце 1913 года. В памятных книжках Полтавской губернии театр впервые упоминается в 1914 году. Открывшийся электробиограф демонстрировал исключительно монопольные киноленты. По словам Макаренко, картины шли каждый день, фильмы менялись раз в неделю. При театре действовал струнный квартет, в котором Виталий Семёнович принимал участие. В здании также размещался буфет и аквариум с рыбами.
После революции помещения «Корсо» были переданы под рабочий клуб Крюковских вагоноремонтных мастерских. При клубе по инициативе Виталия Семёновича в 1917 году был открыт театральный кружок. В новообразованной труппе состоял также Антон Семёнович Макаренко. До этого в Крюкове действовал лишь летний театр в саду общества трезвости. Согласно воспоминаниям Гороновича Бориса Феофановича, соратника Макаренко, кружок был создан для мобилизации средств на оборудование школы, для покупки инструментов духового оркестра и «чтобы Крюков просвещать». По инициативе Виталия Макаренко кружок был назван в честь Владимира Галактионовича Короленко. Труппа написала писателю письмо с просьбой разрешить использовать его имя и эта просьба была удовлетворена.
Начинающие актёры театра столкнулись с трудностями. В воспоминаниях Виталия Семёновича говорится: «Был театр, где была сцена, но это все. Была одна-единственная декорация, но не было ни мебели, ни бутафории, ни реквизита, ни, главное, костюмов». Однако первый спектакль в конце января 1918 года прошёл с успехом: «на улицах Крюкова появились большие красные афиши», а зал был полон публики. До 1919 года были поставлены спектакли «Касатка» и «Кукушкины слезы» Алексея Николаевича Толстого, «Дядя Ваня», «Юбилей», «Медведь», «Предложение», «Трагик поневоле» и «Вишнёвый сад» Антона Павловича Чехова, «Женитьба» Николая Васильевича Гоголя, «Осенние скрипки» Ильи Дмитриевича Сургучева, «Отец» Августа Стриндберга и другие. Изначально пьесы ставились около двух раз в месяц, затем – еженедельно. В 1919 году братья Макаренко покинули Крюков.
В 1922 году газета «Театр и музыка» писала: «Находящийся на берегу Днепра, Крюков, имеет самостоятельных 2 театра: «Карсо» и «Одеон» переделанные из кино. В первом играет труппа из Кременчуга под режиссерством артиста Госуд. театров А. М. Ангарова. Репертуар: «Царевич Алексей», «Павел I-й», «Воскресение», «Ревность», «Дядя Ваня», «Казнь», «Ради счастья», «Семья преступника», «Преступление и наказание», «Слушай Израиль», «Шерлок Холмс», «Нора». Иногда играет кружок украинских любителей. Репертуар старый и неинтересный. Выступают гастролеры из Кременчуга».
Здание «Корсо» сгорело в том же году из-за неисправности дымохода. О пожаре говорит и Антон Семёнович в письме к своему брату: «Корсо» сгорело и на его месте стоят живописные развалины...». После пожара было принято решение построить для завода новое здание, и в 1927 году на той же улице открылся новый рабочий клуб, названный в честь Ивана Котлова.
Бывшее здание «Корсо» пострадало и во время Второй мировой войны: в стене снарядом была пробита дыра, позже заложенная кирпичом. В послевоенное время в помещении располагался магазин спортивных товаров. По состоянию на 2017 год, в бывшем театре размещается частная хлебопекарня. Здание с более чем столетней историей, одно из немногих уцелевших в городе, не включено ни в перечень памятников архитектуры, ни в перечень памятников культуры и истории города.